# Connor Coley
Connor W. Coley (* um 1994) ist ein US-amerikanischer Chemieingenieur. Er ist Professor am Massachusetts Institute of Technology (MIT). Sein Forschungsgebiet sind numerische und statistische Methoden zur Entwicklung und Synthese neuer chemischer Verbindungen.

## Werdegang
Connor Coley studierte Chemieingenieurwesen an Caltech, wo er einen Bachelor-Abschluss machte, und anschließend am MIT. Dort erlangte er 2016 einen Masterabschluss und wurde 2019 zum Ph.D. promoviert. Nach einem Aufenthalt als Postdoc am Broad Institute nahm er 2020 am MIT eine Stelle als Assistant Professor an. 2024 wurde er Associate Professor. Seit Ende Juni 2025 hat er eine Vollprofessur (Tenure) am MIT inne. Seine Forschungsgruppe gehört am MIT dem Fachbereich Chemieingenieurwesen, dem Fachbereich Elektrotechnik und Informatik sowie dem Schwarzman College of Computing an.

## Forschung
Die von Coley geleitete Forschungsgruppe am MIT benutzt Methoden der künstlichen Intelligenz, insbesondere maschinelles Lernen, und wendet sie auf Fragestellungen in der Chemie an. Coley und seine Mitarbeiter entwickeln Modelle, die das Verhalten und die Reaktionen und Wechselwirkungen von Molekülen beschreiben und es gestatten, die Entwicklung neuer Moleküle deutlich effizienter und schneller als mit bisherigen Methoden voranzutreiben.
Ein Forschungsbereich in Coleys Gruppe ist die computergestützte Entwicklung und Optimierung von Molekülen. Dabei werden unter anderem Methoden der Bayesschen Optimierung genutzt, um aus der unüberschaubaren Zahl von vielen Milliarden Molekülstrukturen in virtuellen Strukturdatenbanken vielversprechende Kandidaten für eine bestimmte Funktion iterativ herauszufiltern. Ebenso integriert die Gruppe Einschränkungen, die sich durch die Erfordernis einer praktikablen Synthese ergeben, sowie Prinzipien der medizinischen Chemie und nicht-kovalenter Wechselwirkungen.
Weiter arbeitet die Gruppe an Methoden zur Identifizierung robuster und für die technische Praxis geeigneter Synthesemethoden mittels prediktiver Modelle. Diese sollen es gestatten, die Synthese computergestützt zu planen und Reaktionsergebnisse vorauszusagen. Dabei werden Modelle eingesetzt, die das Wissen aus existierender Fach- und Patentliteratur statistisch auswerten. Coleys Gruppe ist an der Entwicklung der Open-Source-Software ASKCOS zur Syntheseplanung beteiligt.
Andere Aktivitäten beinhalten die Entwicklung von Verfahren zur besseren Erforschung und Charakterisierung von Metaboliten, insbesondere die Zuordnung von Metabolitstrukturen zu ihren Massenspektren und umgekehrt, die Entwicklung neuronaler Netze, die speziell den Bedürfnissen von Problemen aus der Chemie entsprechen, Labor-Automatisierung zur besseren Gewinnung eben jener Daten, die anschließend für die Computermodelle benötigt werden, sowie die Mitarbeit an Initiativen zur Standardisierung von Daten und deren Nutzbarmachung für die Wissenschaft in Datenbanken wie der Open Reaction Database oder Therapeutics Data Commons.

## Ehrungen und Auszeichnungen
Das Magazin Forbes nahm Coley, damals Doktorand, 2019 in seine Liste der 30 Under 30 – Healthcare auf; er hatte zu dieser Zeit bereits 11 peer-reviewte Paper zur effizienteren Entwicklung medizinischer Wirkstoffe mithilfe von Data Science und maschinellem Lernen veröffentlicht. Die Bayer Foundation verlieh ihm ihren Early Excellence in Science Award für das Jahr 2021 in der Kategorie Chemie. 2023 erhielt Coley als einer von fünf Preisträgern den mit 30.000 US-Dollar dotierten Preis AI Researcher of the Year des südkoreanischen Konzerns Samsung. Ebenfalls 2023 nahm die Zeitschrift Technology Review ihn in ihre Liste Innovators Under 35 auf.

## Publikationen
Die Publikations- und Zitationsdatenbank Web of Science verzeichnet Coley mit Stand vom August 2025 als Autor von über 140 Fachartikeln mit über 9000 Zitationen und einem h-Index von 44. Zu seinen meistzitierten Artikeln gehören die folgenden:
- Connor W. Coley, Regina Barzilay, Tommi Jaakkola, William H. Green, Klavs F. Jensen: Prediction of Organic Reaction Outcomes Using Machine Learning. In: ACS Central Science. Band 3, Nr. 5, 2017, S. 434–443, doi:10.1021/acscentsci.7b00064.
- Connor W. Coley, Regina Barzilay, William H. Green, Tommi Jaakkola, Klavs F. Jensen: Convolutional Embedding of Attributed Molecular Graphs for Physical Property Prediction. In: Journal of Chemical Information and Modeling. Band 57, Nr. 8, 2017, S. 1757–1772, doi:10.1021/acs.jcim.6b00601.
- Connor W. Coley, Wengong Jin, Luke Rogers, Timothy F. Jamison, Tommi Jaakkola, William H. Green, Regina Barzilay, Klavs F. Jensen: A graph-convolutional neural network model for the prediction of chemical reactivity. In: Chemical Science. Band 10, Nr. 2, 2018, S. 370–377, doi:10.1039/c8sc04228d.
- Connor W. Coley, William H. Green, Klavs F. Jensen: Machine Learning in Computer-Aided Synthesis Planning. In: Accounts of Chemical Research. Band 51, Nr. 5, 2018, S. 1281–1289, doi:10.1021/acs.accounts.8b00087.
- Connor W. Coley, Dale A. Thomas, Justin A. M. Lummiss, Jonathan N. Jaworski, C. Breen, Victor Schultz, Travis Hart, Joshua Fishman, Luke Rogers, Hanyu Gao, Robert W. Hicklin, Pieter Plehiers, Joshua Byington, John S. Piotti, William H. Green, A. John Hart, Timothy F. Jamison, Klavs F. Jensen: A robotic platform for flow synthesis of organic compounds informed by AI planning. In: Science. Band 365, Nr. 6453, 2019, doi:10.1126/science.aax1566 (Artikelnr.: eaax1566).
- Kevin Yang, Kyle Swanson, Wengong Jin, Connor W. Coley, Philipp Eiden, Hua Gao, Angel Guzmán-Pérez, Timothy Hopper, Brian Kelley, Miriam Mathea, Andrew Palmer, Volker Settels, Tommi Jaakkola, Klavs F. Jensen, Regina Barzilay: Analyzing Learned Molecular Representations for Property Prediction. In: Journal of Chemical Information and Modeling. Band 59, Nr. 8, 2019, S. 3370–3388, doi:10.1021/acs.jcim.9b00237.
- Hanchen Wang, Tianfan Fu, Yuanqi Du, Wenhao Gao, Kexin Huang, Ziming Liu, Payal Chandak, Shengchao Liu, Peter Van Katwyk, Andreea Deac, Anima Anandkumar, Karianne J. Bergen, Carla P. Gomes, Shirley Ho, Pushmeet Kohli, Joan Lasenby, Jure Leskovec, Tie‐Yan Liu, Arjun K. Manrai, Debora S. Marks, Bharath Ramsundar, Le Song, Jimeng Sun, Jian Tang, Petar Veličković, Max Welling, Linfeng Zhang, Connor W. Coley, Yoshua Bengio, Marinka Žitnik: Scientific discovery in the age of artificial intelligence. In: Nature. Band 620, Nr. 7972, 2023, S. 47–60, doi:10.1038/s41586-023-06221-2.